# پژو تیپ ۱۸۳
پژو تیپ ۱۸۳ (انگلیسی: Peugeot Type 183) یک اتومبیل سایز بزرگ لوکس با موتور ۲ لیتری ۶ سیلندر بود که بین سالهای ۱۹۲۷ تا ۱۹۳۱ توسط خودروساز فرانسوی پژو در کارخانه آدینکور فرانسه تولید شد. این خودرو اولین بار در نمایشگاه اتومبیل پاریس در سال ۱۹۲۷ به نمایش گذاشته شد ، اما اتومبیل از سال ۱۹۲۸ برای فروش در دسترس قرار گرفت.